# Peter Connor (cầu thủ bóng đá)
Peter Connor là một cầu thủ bóng đá người Anh đá ở vị trí tiền đạo trung tâm, câu lạc bộ duy nhất được biết đến của ông là Blackpool, khi ông có 4 lần ra sân tại Football League và ghi một bàn thắng. Bàn thắng đến từ thắng lợi 5–0 trước Burton Wanderers vào ngày 19 tháng 9 năm 1896.